# Михайло Дорошенко (гетьман)
Михайло Дорошенко (? — 1628) — український військовий діяч, з 1618 року — козацький полковник, реєстровий козацький гетьман (1622—1628 з перервами).

## Життєпис
Точне станове походження невідоме. Дослідники В. Лукомський та В. Модзалевський вказали його представником роду гербових шляхтичів. В. Антонович твердив про неписьменність М. Дорошенка.
Вперше згаданий в джерелах 1618 року під час походу гетьмана Петра Сагайдачного на Москву під командуванням королевича Владислава. Брав участь у поході на Москву 1618 року, в Хотинській війні 1620—1621, у Хотинській битві 1622 (?) року.
У 1622 році обраний гетьманом замість Оліфера Голуба.
Здійснив вдалий похід на Перекоп.
Вперше згадується в документах про Хотинську битву 1621 року як козацький полковник і прихильник гетьмана Сагайдачного.
Батько наказного гетьмана Дорофія Дорошенка, дід пізнішого гетьмана Петра Дорошенка.
Дорошенко брав участь у селянсько-козацькому повстанні 1625 року під проводом Марка Жмайла. У листопаді 1625 року обраний гетьманом замість Марка Жмайла.
Уклав Куруківський договір 1625 році, який деякою мірою задовольнив козаків (встановив старшині вищу грошову платню від Сейму, надавав їй земельні маєтності, збільшив реєстр до 6000 вояків).
Навесні 1626 року за наказом уряду Речі Посполитої намагався захопити Запорізьку Січ, але внаслідок збройного опору запорожців змушений був відступити на о. Велика Хортиця, де залишив залогу з 1 тисячу реєстрових козаків.
За Дорошенка було реорганізовано реєстрове козацьке військо, створено 6 реєстрових полків:
- Білоцерківський,
- Канівський,
- Корсунський,
- Переяславський,
- Чигиринський,
- Черкаський.

9 жовтня 1626 року козацькі війська на чолі з Дорошенком розгромили значний загін кримсько-ногайської кінноти під Білою Церквою. Після битви відправив королю 20 найбільш значних бранців-татар, 10 їхніх хоругов, 1 бунчук; передача трофеїв відбулась публічно перед ратушею в Торуні на сеймі Речі Посполитої.
У травні 1628 року Дорошенко, виконуючи умови договору про взаємодопомогу між Військом Запорізьким і Кримським ханством (укладений 24 грудня 1624 року) очолив похід козаків на Крим на допомогу ханові Мехмеду III Ґераю та калзі Шагіну Ґераю, які вели боротьбу проти ставленика Османської імперії Джанібека Ґерая та знаходилися в фортеці Чуфут-Кале, обложені союзниками султана ногайцями Буджацької орди. 31 травня 1628 року 4-тисячний козацький загін під проводом М. Дорошенка з боями досяг р. Альми в околицях Бахчисарая, де йому дорогу заступили османсько-буджацькі сили. Сточився бій з використанням важкої артилерії. Противник був розгромлений та розігнаний, Мехмед III Герай та Шагін Герай звільнені з облоги. Втрати козацького війська в цім бою склали близько двохсот осіб, серед загиблих був і Михайло Дорошенко, в котрого влучила яничарська куля.
Місце поховання невідоме; можливо — на одному з християнських цвинтарів м. Бахчисарая.

## Вшанування пам'яті
У місті Канів є вулиця Гетьмана Михайла Дорошенка.
У місті Сміла є вулиця Михайла Дорошенка.
У місті Біла Церква є вулиця Михайла Дорошенка.
У місті Марганець вулицю Комарова перейменували на вулицю Михайла Дорошенка.

## Рекомендована література
- В. І. Головченко. Запорозько-кримський союзний договір 1624 // Українська дипломатична енциклопедія: У 2-х т. /Редкол.:Л. В. Губерський (голова) та ін. — К: Знання України, 2004 — Т.1 — 760с. ISBN 966-316-039-X